# (13519) 1990 VM3
1990 في أم 3 (ويعرف أيضًا باسم (13519) 1990 في أم 3 وفق تسمية الكوكب الصغير) (بالإنجليزية: 1990 VM3)‏ هو كويكب ضمن حزام الكويكبات؛ وترتيبه 13519 من حيث الاكتشاف.
اكتُشف هذا الجُرم الفلكي بواسطة Atsushi Sugie ‏ في 15 نوفمبر 1990.

## وصلات خارجية
- (13519) 1990 VM3 في قاعدة بيانات مختبر الدفع النفاث لأجرام النظام الشمسي الصغيرة

- الاكتشاف · مخطط المدار ·  العناصر المدارية · المعلمات المادية

- (13519) 1990 VM3 على موقع ويكي سكاي: DSS2, SDSS, GALEX, IRAS, Hydrogen α, X-Ray, Astrophoto, Sky Map, Articles and images